# Albi Volley-Ball USSPA 2012-2013
Questa voce raccoglie le informazioni riguardanti l'Albi Volley-Ball USSPA nelle competizioni ufficiali della stagione 2012-2013.

## Organigramma societario
Area direttiva
- Presidente: Patrick Legrix

Area tecnica
- Allenatore: Jean-René Akono
- Allenatore in seconda: Éric Barrière

## Rosa
| N° | Nome               | Ruolo | Data di nascita   | Nazionalità sportiva |
| -- | ------------------ | ----- | ----------------- | -------------------- |
| 1  | Emeli Shaeffer     | C     | 11 dicembre 1985  | Brasile              |
| 2  | Oriane Amalric     | P     | 11 ottobre 1990   | Francia              |
| 3  | Gergana Dokuzova   | L     | 21 gennaio 1986   | Bulgaria             |
| 4  | Stéphanie Lecoq    | C     | 24 agosto 1989    | Francia              |
| 5  | Mathilde Puech     | L     | 21 gennaio 1995   | Francia              |
| 6  | Cvetelina Nikolova | P     | 23 settembre 1990 | Bulgaria             |
| 7  | Tetyana Bunak      | S     | 24 maggio 1975    | Francia              |
| 8  | Emilie Martin      | S/O   | 6 giugno 1989     | Francia              |
| 10 | Evangella Sanders  | P     | 9 febbraio 1990   | Stati Uniti          |
| 11 | Tania Schatow      | C     | 7 marzo 1989      | Stati Uniti          |
| 13 | Ivana Dinić        | S     | 23 giugno 1986    | Serbia               |
| 14 | Soraya dos Santos  | S/O   | 17 luglio 1979    | Brasile              |